# Black Masses
Black Masses è il settimo album discografico del gruppo inglese Electric Wizard, pubblicato nel 2010 da Rise Above Records.
In questo album Tas Danazoglou sostituisce Rob Al-Issa al basso. Come per il precedente Witchcult Today, è stata realizzata una serie limitata dell'album in vinile con copertina diversa.
Questo è il primo album del gruppo a non avere brani con durata superiore a 10 minuti.
Venus In Furs, basato sull'omonimo libro di Leopold von Sacher-Masoch Venere in pelliccia (in inglese Venus In Furs), fa riferimento al film del 1969 di Jesús Franco, Venus in Furs.

## Tracce
1. Black Mass – 6:06
2. Venus in Furs – 6:22
3. The Nightchild – 8:02
4. Patterns of Evil – 6:30
5. Satyr IX – 9:58
6. Turn Off Your Mind – 5:51
7. Scorpio Curse – 7:31
8. Crypt of Drugula – 8:49

## Formazione
- Jus Oborn - voce, chitarra ritmica
- Liz Buckingham - chitarra solista, tastiere, pianoforte
- Tas Danazoglou - basso
- Shaun Rutter - batteria, percussioni